# فالي ليك رنتشوس (كاليفورنيا)
فالي ليك رنتشوس (بالإنجليزية: Valley Lake Ranchos, California)‏ هي منطقة سكنية تقع في الولايات المتحدة في مقاطعة ماديرا، كاليفورنيا. وترتفع عن سطح البحر بمقدار 101 متر.